# ノヴォクズネツク市電
ノヴォクズネツク市電（ロシア語: Новокузнецкий трамвай）は、ロシア連邦の都市・ノヴォクズネツク市内を走る路面電車である。

## 概要

### 歴史
ノヴォクズネツク市電は都市名がスターリンスクであった時代の1933年11月30日に開通した、シベリア地方初の路面電車である。建設は同年7月から4ヶ月間という急ピッチで実施され、開業時にはムィティシ車両製造工場製の2軸車が導入された。翌1934年以降は第二次世界大戦（大祖国戦争）勃発まで積極的な路線規模の拡張が実施された一方、1939年からはスターリンスク市（現：ノヴォクズネツク市）が運営する公営路線に改められた。
終戦後、1940年代後半はモスクワ市電からの譲渡車による輸送力増強が行われ、1950年からは再度路線の拡張が開始された。1960年代前半は一部路線の廃止や路線変更が実施されたものの、その後は1980年代までノヴォクズネツク市電の路線網は拡大を続けた。それに合わせて1969年、1972年に車庫の増設が行われた他、車両についても1960年代以降はチェコスロバキア（現：チェコ）製の路面電車車両（タトラT3SU）やソ連製の車両（KTM-5M3）など大型ボギー車の新造が実施された。
ソビエト連邦の崩壊以降は他都市と同様、経済の混乱やモータリーゼーションの進展、トロリーバス網の拡張により市電の路線網の縮小が相次いでおり、2019年にもメタルルゴフ（Металлургов）方面の区間が廃止されている。その一方、車両面については超低床電車の導入を始めとした近代化が積極的に図られている。

### 運営組織
2020年現在、ノヴォクズネツク市電は以下の市営企業による運営が行われている。2010年代にはこれらの企業の一体化が計画されたものの、経済効果が見込めない事から実現していない。
- 1番車庫（МТП № 1） - 1番車庫（1933年開設）に在籍する車両の維持・管理および列車運行を担当。一部系統は「第3車庫」との共通運用となっている[1][7][8]。
- 2番車庫（МТП № 2） - 2番車庫（1969年開設）に在籍する車両の維持・管理および列車運行を担当。同車庫に在籍する車両は他の系統と独立した運用が組まれている[1][7]。
- 3番車庫（МТП № 3） - 3番車庫（1972年開設）に在籍する車両の維持・管理および列車運行を担当。一部系統は「第1車庫」との共通運用となっている[1][8]。
- TP GET（ТП ГЭТ） - 線路や電停など市電施設の維持・管理を担当[9]。
- SiP GET（СиП ГЭТ） - 市電を始めとした公共交通網への電力供給事業を担当[10]。

## 運行
2020年現在、ノヴォクズネツク市電では以下の系統が運行している。路線網は10号線とそれ以外の系統の2つに分断されており、それぞれ独立した運用が組まれている。。
| 系統番号 | 起点           | 終点                     | 運営車庫 | 運営車庫 | 運営車庫 | 備考・参考                |
| 系統番号 | 起点           | 終点                     | 1番      | 2番      | 3番      | 備考・参考                |
| -------- | -------------- | ------------------------ | -------- | -------- | -------- | ------------------------- |
| 2        | КМК            | Байдаевская              | ○        | ‐        | ○        | [ 2 ] [ 3 ]               |
| 5        | КМК            | Транспортная             | ○        | ‐        | ‐        | [ 2 ] [ 3 ]               |
| 6        | Транспортная   | Собор Рождества Христова | ○        | ‐        | ○        | 8号線とは運行経路が異なる |
| 8        | Транспортная   | Собор Рождества Христова | ○        | ‐        | ○        | 6号線とは運行経路が異なる |
| 9        | КМК            | Байдаевская              | ○        | ‐        | ○        | [ 2 ] [ 3 ]               |
| 10       | Торговый центр | Восточная                | ‐        | ○        | ‐        | [ 2 ] [ 3 ] [ 7 ]         |

## 車両

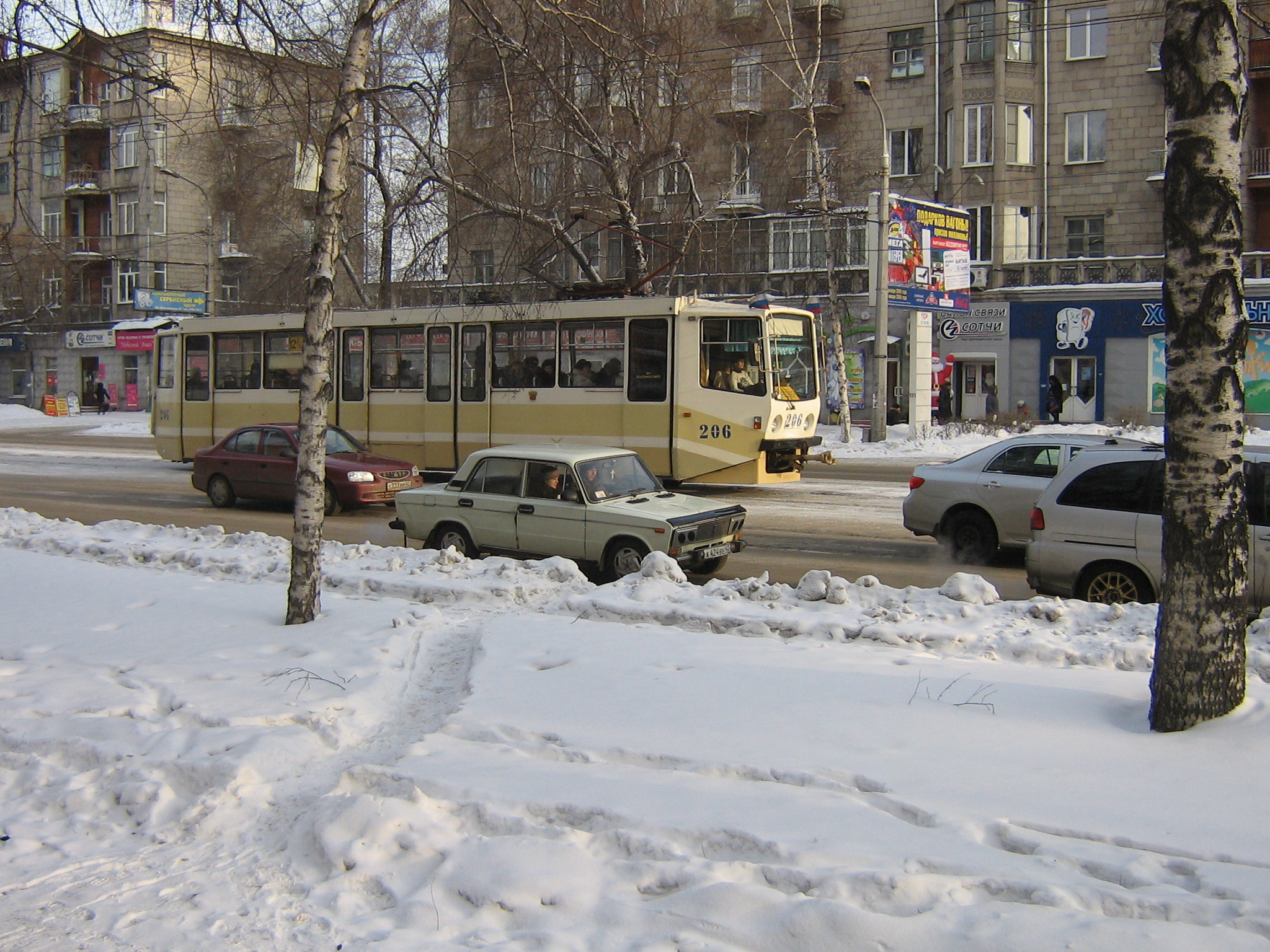
KTM-8M（2009年撮影）

2020年現在、ノヴォクズネツク市電で営業運転に使用されている車両形式は以下の通りである。これらに加えて2017年にオシンニキ市電から保存運転用としてRVZ-6M2が1両譲渡されており、2019年現在修復作業が行われている。
| 車両形式   | 車両形式   | 配置車庫 | 配置車庫 | 配置車庫 | 備考・参考                             |
| 車両形式   | 車両形式   | 1番      | 2番      | 3番      | 備考・参考                             |
| ---------- | ---------- | -------- | -------- | -------- | -------------------------------------- |
| 71-605     | 71-605     | ‐        | ○        | ○        |                                        |
| 71-605     | 71-605A    | ‐        | ○        | ○        |                                        |
| 71-608     | 71-608K    | ○        | ○        | ○        |                                        |
| 71-608     | 71-608KM   | ○        | ○        | ○        |                                        |
| 71-619     | 71-619K    | ○        | ‐        | ○        |                                        |
| 71-619     | 71-619KT   | ○        | ○        | ○        |                                        |
| 71-619     | 71-619A    | ○        | ‐        | ○        | モスクワ市電からの譲渡車               |
| 71-619     | 71-619A-01 | ○        | ○        | ○        | モスクワ市電からの譲渡車               |
| 71-623     | 71-623-04  | ‐        | ○        | ○        | 部分超低床電車 1番車庫にも配置予定あり |
| AKSM-60102 | AKSM-60102 | ○        | ○        | ‐        | 1番車庫で最終組み立てを実施            |

## 今後の予定

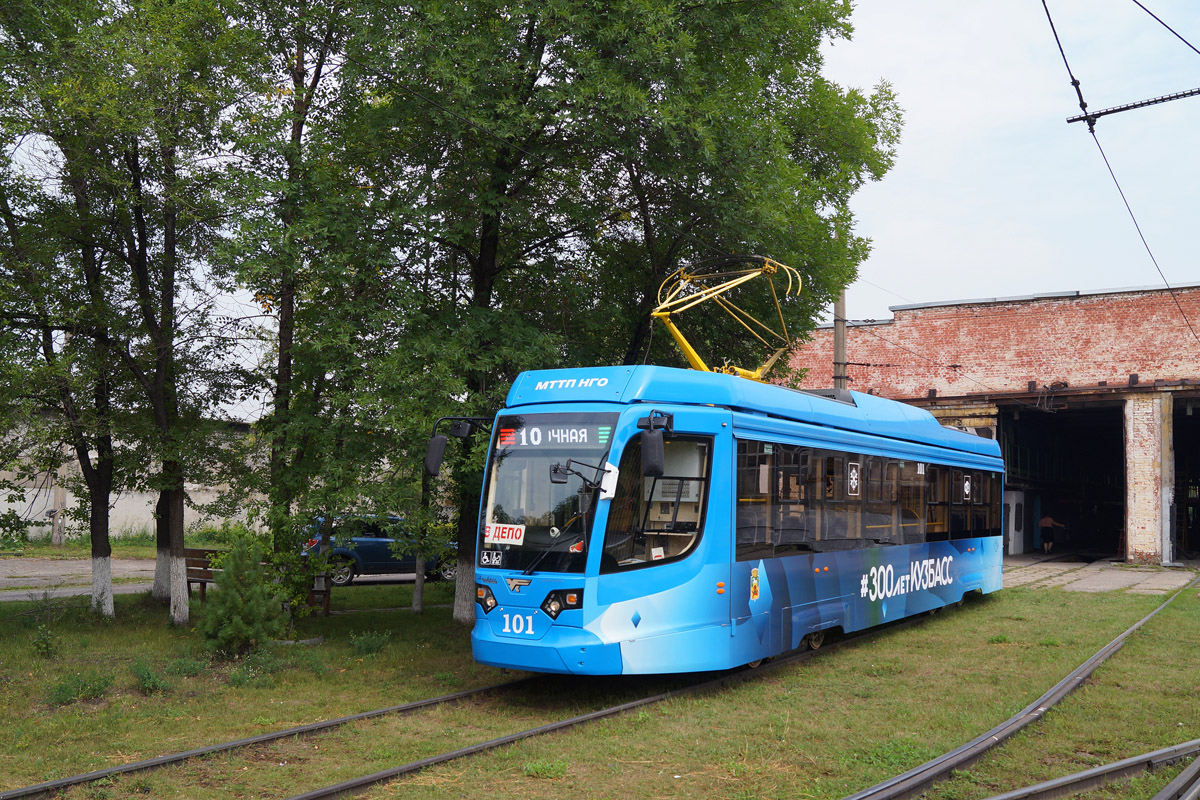
71-623-04（2020年撮影）

ノヴォクズネツク市電では車両の近代化を目的に超低床電車の導入を計画しており、2019年にウスチ＝カタフスキー車両製造工場との間に合計9両の新型車両の製造に関する契約が結ばれた。そのうち7両はボギー車の71-623-04、2両は2車体連接車の71-142で、翌2020年から順次営業運転に導入される事になっている
。